# Nous on s'aimera
Singles de Mireille Mathieu
Quand tu t'en iras
(1967) La Dernière Valse
(1967)
Nous on s'aimera est une chanson de Mireille Mathieu sorti en 1967. Sur le même 45 tours sorti en 1967 se trouve Adieu à la nuit qui est la B.O. du film La Nuit des généraux. Cette chanson a également été interprétée par Liza Minnelli.